# Де Челье, Давид
Давид Де Челье (итал. Davide De Ceglie; род. 12 мая 1990 года) — итальянский пловец в ластах.

## Карьера
Специализируется на длинных дистанциях. Тренируется в клубе Record Team Bologna.
Трёхкратный чемпион мира и трёхкратный чемпион Европы. Многократный призёр чемпионатов мира, Европы, Италии.